# Tell Me Baby
Tell Me Baby е сингъл на американската рок група Ред Хот Чили Пепърс. Това е вторият издаден сингъл от албума Stadium Arcadium.
Сингълът не успява да засенчи Dani California, но въпреки това се изкачва до номер 1 в класацията Billboard Modern Rock Chart и остава на върха 4 седмици. Песента комбирнира старото фънк звучене от Blood Sugar Sex Magik и новото по-мелодично звучене от новите албуми на групата.
Видеоклипът към песента е режисиран от Джонатън Дейтън и Валери Фарис, които преди това са правели много други клипове за групата. Според Флий това е най-доброто видео, което са правели. В него биват интервюирани като на кастинг хора пристигнали в Калифорния търсейки славата и музиканти правещи музика за удоволствие.